# رايموند كيندال
رايموند كيندال (بالإنجليزية: Raymond Kendall)‏ هو عالم موسيقى أمريكي، ولد في 1910، وتوفي في 1980.